# Roberto Tornar
Roberto Tornar, en inglés: Robert Turner, también como Torgh, (Irlanda o Inglaterra, c. 1587-Vila Viçosa, c. 1629) fue un compositor de origen inglés o irlandés, que trabajó en Portugal como maestro de capilla.

## Vida

Palacio Ducal de Vila Viçosa

Roberto Tornar nació alrededor de 1587 en Inglaterra (Robert Torner) o en Irlanda (Roberto Torgh). Era católico y por esa razón huyó de su tierra natal hacia la Península ibérica para escapar a las persecuciones anglicanas. Con ese estatuto de recusante fue posiblemente apoyado por el duque de Braganza, Teodosio II, que en calidad de patrono lo envió a Madrid para estudiar música y donde fue discípulo de Géry de Ghersem y Mateo Romero.
Posteriormente regresó a Portugal. El 8 de abril de 1616 sucedió a António Pinheiro como maestro de capilla en el Palacio Ducal de Vila Viçosa, el palacio de Teodósio II.
Más allá de la dirección de su capilla, el duque de Braganza también le encargó la educación musical de su hijo, don Juan, que vendría a convertirse en rey de Portugal con la Restauraciín de la Independencia, él mismo un importante compositor y musicólogo. Con todo, el mérito de Roberto Tornar no fue reconocido ya que subsisten relatos de que el joven Juan no apreciaba sus clases de música. El rey, ya adulto, no demostró mucha gratitud a su antiguo maestro.
Uno dato que se conservado de su vida personal es su matrimonio con Catarina Lopes de Quintana. El maestro falleció en Vila Viçosa en fecha incierta, después de 1629, pero en cualquier caso antes de 1637.

## Obra
De su obra sobrevivieron sólo 4 salmos, preservadas en forma manuscrita en la biblioteca del Palacio Ducal de Vila Viçosa:
- "Beati omnes", a 4 voces.
- "Confitebor tibi Domine", a 4 voces.
- "De profundis", a 4 voces.
- "Levavi oculos meos", a 4 voces.

Obras perdidas: varias cançonetas de Navidad.